# 195th Wing
Il 195th Wing è uno Stormo composito della California Air National Guard. Riporta direttamente all'United States Space Force quando attivato per il servizio federale. Il suo quartier generale è situato presso la Beale Air Force Base, California.

## Organizzazione
Attualmente, al settembre 2017, esso controlla:
- 195th Operations Group
  - 195th Operations Support Squadron
  - 147th Combat Communications Squadron, San Diego, California
  -  148th Space Operations Squadron, Vandenberg Space Force Base, gestisce i satelliti MILSATCOM
  -  216th Space Control Squadron, Vandenberg Space Force Base
  -  261st Cyberspace Operations Squadron, Van Nuys, California
- 105th Intelligence, Surveillance and Reconnaissance Group
  - 149th Intelligence Squadron, Mather Airfield, California
  - 222nd Intelligence Support Squadron
  -  234th Intelligence Squadron